# London Rail
London Rail je ředitelství Transport for London (TfL) organizační jednotky, která se podílí na koordinaci ostatních typů dopravy s dopravci provozujícími železniční dopravu – National Rail – v oblasti Velkého Londýna.
Navzdory svému názvu není London Rail zodpovědná za systémy kolejové dopravy, které TfL vlastní – metro, Docklands Light Railway a Tramlink.
V současné době nemá TfL přímou zodpovědnost za železniční dopravu v oblasti Velkého Londýna, ačkoli tento způsob dopravy používá velké množství cestujících pro dopravu do Londýna a v rámci města – především v oblasti jižního Londýna. London Rail je tak spíše institucí, která zmocňuje dopravce k provádění dopravy než řídícím orgánem železniční dopravy.
London Rail je zodpovědná za rozšíření East London Line a financuje zlepšení služeb na železnici, zvýšení frekvence spojů a vybavení železničních zastávek v oblasti Velkého Londýna. 
Železniční nádraží v Londýně:
- Blackfriars
- Cannon Street
- Charing Cross
- Euston
- Fenchurch Street
- King's Cross
- Liverpool Street
- London Bridge
- Marylebone
- Paddington
- St Pancras
- Victoria
- Waterloo

S výjimkou nádraží Fenchurch Street, jsou u ostatních přidruženy stanice metra.